# 日光インターチェンジ

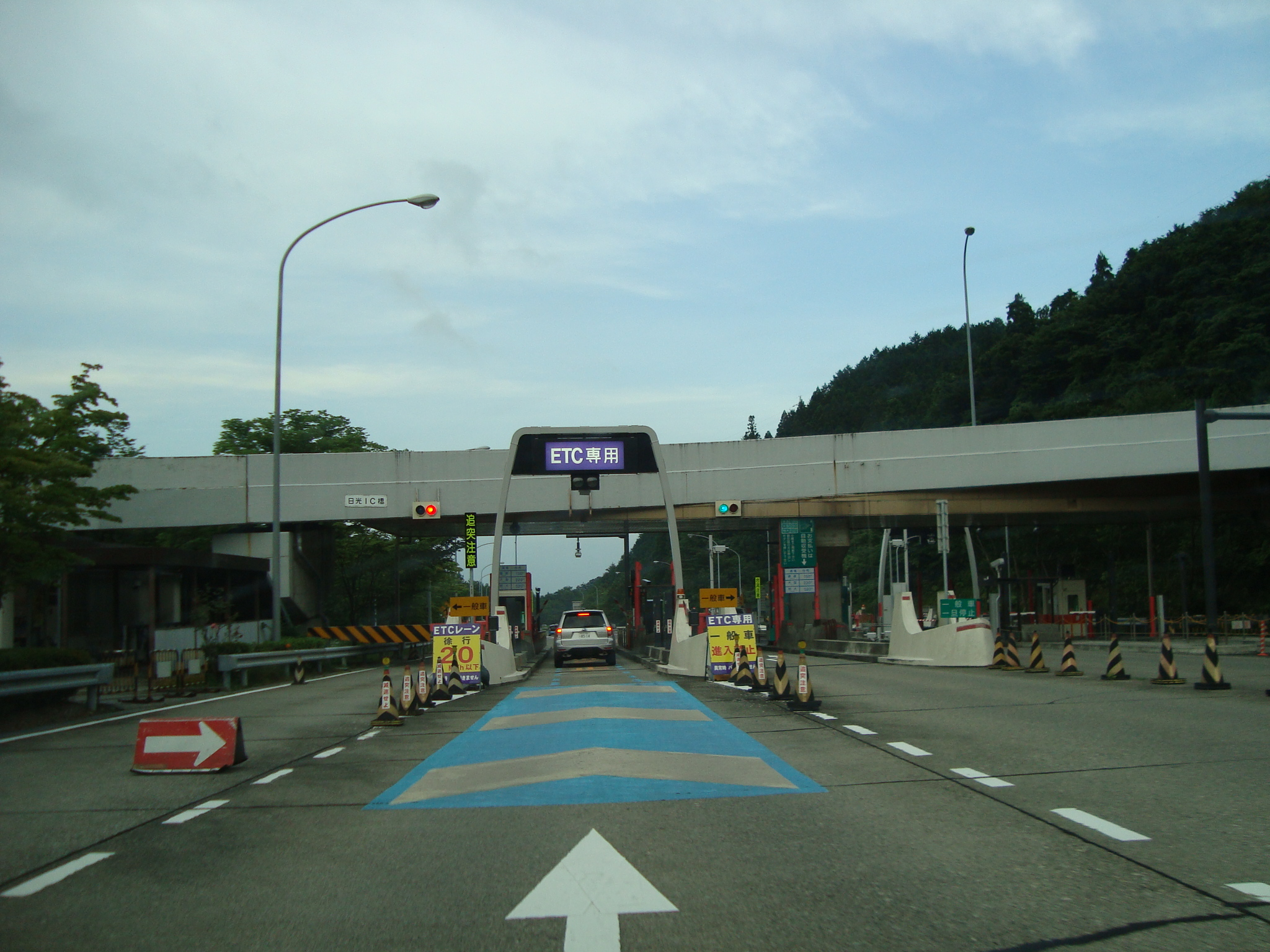
日光本線料金所

日光インターチェンジ（にっこうインターチェンジ）は、栃木県日光市七里にある日光宇都宮道路のインターチェンジである。日光の社寺、霧降高原などへのアクセスに用いられる。
本項では、本線料金所である日光本線料金所についても記述する。日光宇都宮道路はここを境に宇都宮IC方面が4車線、清滝IC方面が暫定2車線となる。

## 道路
- E81 日光宇都宮道路（4番）

### 間接接続
- 国道119号（現道）

## 料金所
ブース数：12

### 入口
- ブース数：3
  - ETC専用：1
  - 一般：2

### 出口
- ブース数：3
  - ETC専用：1
  - 一般：2

### 本線料金所（大沢方面）
- ブース数：3
  - ETC専用：1
  - 一般：2

### 本線料金所（清滝方面）
- ブース数：3
  - ETC専用：1
  - 一般：2

## 歴史
- 1976年（昭和51年）12月25日：宇都宮IC - 当IC間の開通により供用開始。
- 1981年（昭和56年）10月6日：当IC - 清滝IC間開通。

## 周辺
- 日光駅
- 東武日光駅
- 日光東照宮
- 日光二荒山神社
- 日光山輪王寺

## 隣
E81 日光宇都宮道路
(3) 今市IC - 日光口PA - (4) 日光IC/TB - (5) 清滝IC